# Einmal kommt der Tag
Einmal kommt der Tag (Originaltitel: Doomsday) ist ein US-amerikanisches Stummfilmdrama aus dem Jahr 1928 von Rowland V. Lee mit Florence Vidor und Gary Cooper in den Hauptrollen. Das Drehbuch basiert auf dem Roman Doomsday von Warwick Deeping.

## Handlung
Im englischen Sussex leben nach dem Ersten Weltkrieg die ehemalige Aristokratin Mary Viner und ihr Vater, der pensionierte Kapitän Viner,  in einem kleinen, bescheidenen Cottage in Doomsday, einem großen und wertvollen Bauernhof im Besitz eines reichen Grundbesitzers namens Percival Fream. Mary fühlt sich zu einem anderen Pächter in Doomsday hingezogen, Arnold Furze, einem jungen Ex-Offizier und Bauern, der das Land mit Stolz bearbeitet, als wäre es sein eigenes. Bald verlieben sie und Arnold sich, doch sie sehnt sich danach, ihrer bedrückenden Armut zu entkommen. Unterdessen entwickelt der Selfmade-Grundbesitzer Percival eine Anziehungskraft auf Mary und hofft, die ehemalige Aristokratin als Beweis seines steigenden sozialen Status heiraten zu können.
Eines Tages teilt Percival Mary seine Absichten mit, die seinem palastartigen Haus und dem Lebensstil, den er ihr bietet, nicht widerstehen kann. Trotz ihrer Liebe zu Arnold willigt sie selbstsüchtig ein, Percival zu heiraten. Nach der Hochzeit überlassen sie Marys gebrechlichen Vater der Obhut einer Krankenschwester und segeln auf den Kontinent, wo sie das nächste Jahr im Ausland verbringen. Während dieser Zeit schenkt Percival ihr Schmuck und teure Kleider, schenkt ihr aber nicht die Liebe, die sie sich wünscht. Er behandelt sie wie einen weiteren Besitz, den er vor seinen Freunden zur Schau stellt.
Schließlich erkennt Mary, dass der Lebensstil, den sie gewählt hat, ihr kein Glück gebracht hat und dass ihre lieblose Ehe mit Percival ein Fehler war. Nachdem sie vom Tod ihres Vaters erfährt, bittet sie Percival um eine Annullierung der Ehe. Ohne Geld und ohne Bleibe landet Mary in Arnolds Cottage und bietet ihm demütig an, als Haushälterin für ihn zu arbeiten. Arnold fühlt sich immer noch von Marys früherer Zurückweisung seiner Liebe verletzt und nimmt ihr Angebot vorsichtig an. In den nächsten sechs Monaten behandelt er sie unsensibel und anmaßend. Allmählich flammt jedoch ihre Liebe wieder auf, Arnold büßt für sein harsches Verhalten und die beiden finden wieder ihr Glück miteinander.

## Hintergrund
Travis Banton war für das Kostümbild zuständig.

## Veröffentlichung
Die Premiere des Films fand am 18. Februar 1928 statt. In Österreich kam er am 5. April 1929 in die Kinos.

## Kritiken
Mordaunt Hall von der The New York Times befand, dass trotz der offensichtlichen Ernsthaftigkeit, mit der die Inszenierung angegangen wurde, und der lobenswerten schauspielerischen Leistung von Florence Vidor, Gary Cooper und Lawrence Grant die bildliche Version des Romans eine etwas träge, ineffektive und oberflächliche Produktion sei. Den Höhepunkten fehle es leider an dramatischer Spannung, und das Thema als Ganzes werde auf eine konventionelle Chronik reduziert, die auf nicht allzu spannende Weise erzählt werde. Nur in wenigen Fällen gelinge es dem Regisseur Rowland V. Lee, durch seine animierten Bilder eine klare Vorstellung der Handlung zu vermitteln. Er verlasse sich ausnahmslos auf die Zwischentitel, um Dinge zu erklären, anstatt seine Kamera zu verwenden.
Die Variety beschrieb den Film als schlichtes, spannungsloses Drama. Er sei mehr eine Charakterstudie als eine Reflexion zeitgenössischen Lebens, was Warwick Deepings eigentliches Leitmotiv sei.